# Collection de l’Enfer
Die Collection de l’Enfer, meist einfach Enfer [ɑ̃ˈfɛʁ] (französisch für Hölle) wird ein besonderer Bestand der Bibliothèque nationale de France in Paris genannt. Er gehört zur Reservatensammlung und vereinigt meist französischsprachige Druckwerke erotischen oder pornografischen Charakters, die wegen ihrer Seltenheit und Kostbarkeit nur mit Bewilligung eingesehen werden dürfen. Der Enfer wurde zwischen 1836 und 1844 eingerichtet und gilt als einer der berühmtesten Remota-Fonds. Bis ins Jahr 2013 ist der Enfer auf etwa 2.600 Bände vom 16. Jahrhundert bis zur Gegenwart angewachsen.

## Einrichtung
Die Wurzeln des Enfer in der französischen Nationalbibliothek reichen bis ans Ende des 17. Jahrhunderts zurück. Bereits der Katalog, der in der damals noch königlichen Bibliothek eingeführt wurde, trennte „gute“ Bücher von „schlechten“. 1702 wurden die orthodoxen und die heterodoxen theologischen Lehrschriften oder die akademisch anerkannte Literatur und die unterhaltenden Romane, Liebes- und Abenteuergeschichten mittels spezieller Signaturen unterschieden. Zu letzteren gehörten Mitte des 18. Jahrhunderts auch 24 « ouvrages licencieux » („anstößige Werke“), allen voran Pietro Aretinos Ragionamenti. Diese Texte wurden zum größten Teil in einem « cabinet » (wahrscheinlich gleichbedeutend mit einem speziellen Schrank) aufbewahrt, und ihre Zahl dürfte bis zur Revolution von 1789 kaum die 50 überschritten haben – obwohl schon 1537 König François I. das Pflichtexemplar eingeführt hatte, was mit sich brachte, dass die Bibliothek das in Frankreich zirkulierende Schrifttum eigentlich möglichst umfassend dokumentieren sollte. Allerdings waren « ouvrages licencieux » in Frankreich in der Regel verboten; so mussten sie in Holland oder der Schweiz gedruckt und in den Buchhandlungen sowie von den Hausierern unter der Hand verkauft werden, und sie fanden ihren Weg in die Bibliothek des Königs oft nur über Beschlagnahmungen (seltener als Geschenke oder Ankäufe). Hier wurden sie dem Lesepublikum nicht zur Verfügung gestellt, obwohl dieses durch die publizierten Bibliothekskataloge von ihrer Existenz wusste.

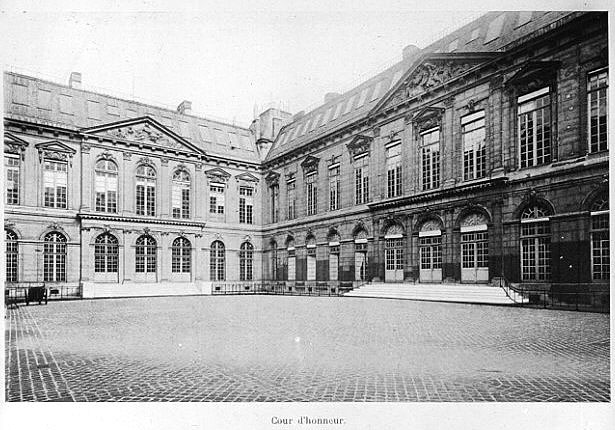
Ehrenhof der alten Bibliothèque Nationale de France.

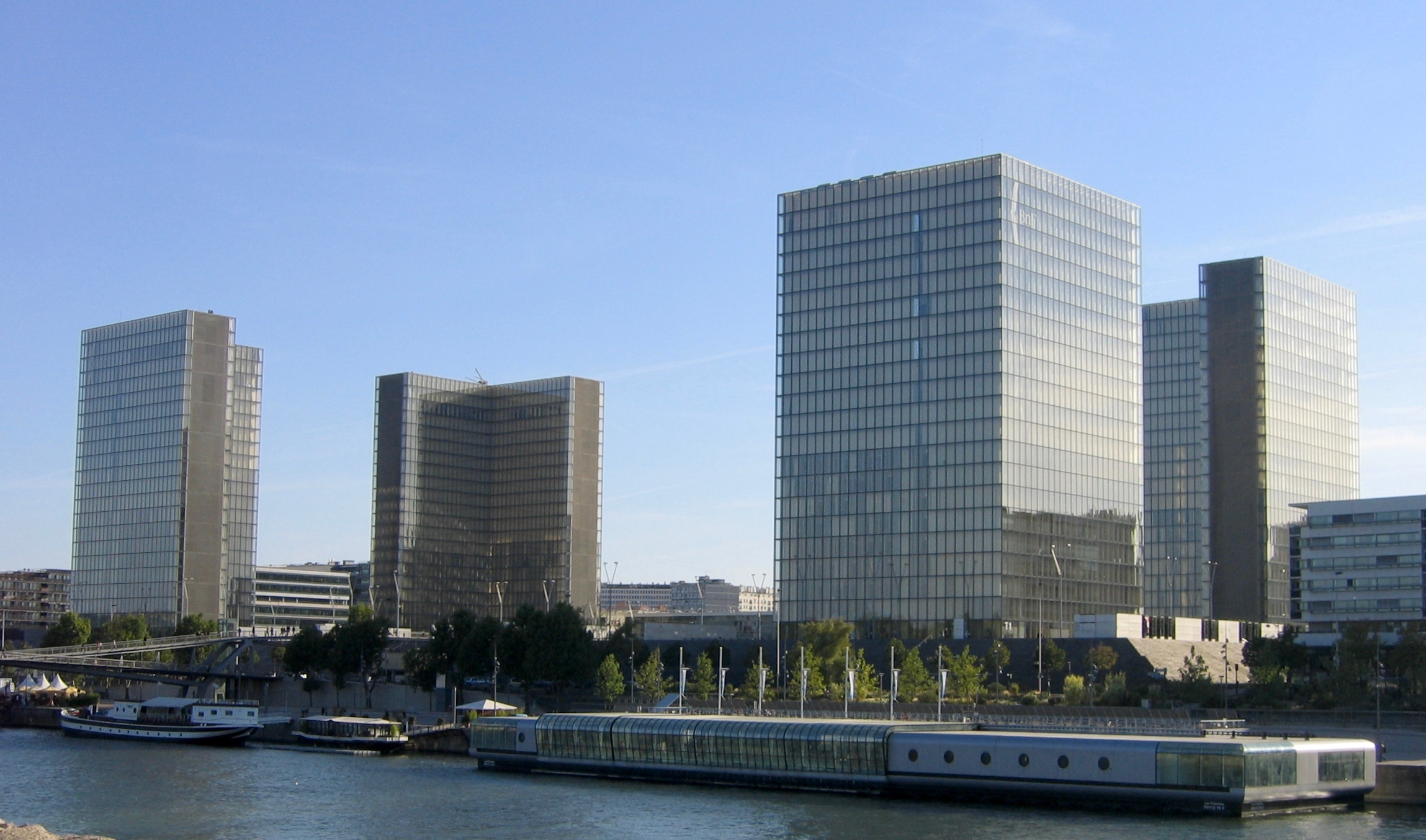
Der gegenwärtige Standort des Enfer ist der 1996 eröffnete und 1998 bezogene Neubau Site François-Mitterrand.

Während der Französischen Revolution trugen die Büchersammlungen emigrierter Adeliger oder säkularisierter Klöster erheblich zum Wachstum der öffentlichen Bibliotheken bei. Zu den aus dieser Quelle stammenden verbotenen Schriften gesellten sich bald diejenigen, die der strengen Zensur unter Napoleon I. unterlagen; viele Publikationen wurden aber auch vernichtet. In der Bibliothèque nationale (die ehemalige königliche Bibliothek) wurden ab 1795 erstmals besonders bemerkenswerte Bücher aus der allgemeinen Systematik ausgegliedert und so die Grundlagen der späteren Réserve (Reservatensammlung seltener und kostbarer Bücher) gelegt. Diese nahm 1836 den Betrieb auf, 1844 erschien in ihren Inventaren erstmals der Begriff (noch nicht die selbständige Signatur) « Enfer » für den Teilbestand moralisch bedenklicher Schriften, welche der Bibliotheksleiter Joseph Naudet 1849 wie folgt charakterisierte: « fort mauvais, mais quelquefois très-précieux pour les bibliophiles, et de grand valeur vénal; cet enfer est pour les imprimés ce qu’est le Musée de Naples pour les antiques. » („extrem verwerflich, aus bibliophiler Sicht jedoch zuweilen höchst wertvoll und von großem Verkaufswert; diese Hölle ist für die Druckschriften das, was das Museum von Neapel für die antiken Kunstwerke ist.“) Die genauen Umstände sind nicht bekannt, unter denen während der Regierung Louis Philippes dieser für die Öffentlichkeit geschlossene Bestand an Büchern aufgebaut wurde. Einen wesentlichen Einfluss auf diese Entwicklung dürfte das nachrevolutionäre Bürgertum genommen haben; diese Gesellschaftsschicht, für deren wachsenden Einfluss die Herrschaft des „Bürgerkönigs“ ein wichtiger Schritt voran war, setzte die Trennung von öffentlicher und privater Sphäre und eine damit einhergehende Prüderie zunehmend durch. Zwar lag kein amtlicher Beschluss vor, doch richtete die Bibliothek einen „Giftschrank“ für obszöne Bücher ein. Die solcherart anstößigsten Werke wurden aus den normalen Sammlungen aussortiert und unter Verschluss gehalten, um die gewöhnlichen Leser vor einer Lektüre zu schützen, die man als ihrer sittlichen Einstellung abträglich erachtete.

## Name
Der erste Bücherbestand namens Enfer wird den sogenannten Feuillanten, Zisterziensern in der Pariser Rue Saint-Honoré zugeschrieben. Bei diesen sollen auf dem ironischerweise als „Hölle“ bezeichneten Dachboden eine große Zahl protestantischer Schriften aufbewahrt worden sein, die dem Konvent 1652 ein Konvertit geschenkt habe. Die Bezeichnung spielte möglicherweise auf die ewige Verdammnis an, die den Verfassern und Lesern dieser häretischen Schriften drohte oder auf die Verbrennung von Werken, die im Index Librorum Prohibitorum aufgeführt waren. Ähnliche Sammlungen mit theologischem Schwerpunkt waren, auch ohne stets diesen Übernamen zu tragen, weit verbreitet, am bekanntesten jene in der Vatikanischen Bibliothek.
Spätestens zur Zeit des Zweiten Kaiserreichs hatte der Übername Eingang in den allgemeinen Wortschatz gefunden. Pierre Larousses Enzyklopädie Grand Dictionnaire universel du XIXe siècle (Paris 1866–1877) definierte das Wort als « endroit fermé d’une bibliothèque, où l’on tient les livres dont on pense que la lecture est dangereuse; exemple: l’Enfer de la Bibliothèque nationale. » („Geschlossener Bereich einer Bibliothek, wo sich die Bücher befinden, deren Lektüre als gefährlich gilt; zum Beispiel: Die ‚Hölle‘ der Bibliothèque nationale.“) Als die Bibliothèque nationale 1913 die riesige Büchersammlung von Auguste Lesouëf und seiner Schwester (verheiratete Smith) erhielt, gab sie 34 Erotica die Signatur Enfer Smith-Lesouëf. Die Druckgrafiken und Fotografien der Bibliothèque nationale erhielten ebenfalls eine besondere Signatur, wenn sie als moralisch bedenklich galten. Auch dieser Bestand wurde spätestens Ende des 19. Jahrhunderts üblicherweise « Enfer » genannt und nur mit Erlaubnis des Sammlungskonservators zugänglich gemacht.
Weitere Bibliotheken verfuhren ähnlich wie die Bibliothèque nationale und sonderten ihre Erotica aus. Sie bezeichneten sie mit verschleiernden Signaturen wie Private Case („Privatangelegenheit“) im Britischen Museum, ***** in der New York Public Library, Δ (griechisches Delta) in der Library of Congress und Φ (griechisches Phi, lautmalerisch für „Pfui!“ stehend) in der Bodleian Library.

## Bestand und Katalogisierung
Die geschlossene Abteilung hatte den Reiz des Verbotenen und regte die Phantasie an. Die „galante Bibliothek“, in der die Regale voller erotischer und pornografischer Literatur standen und die als Ort der Aufreizung und Verführung diente, war sogar ein Topos ebendieser Literatur gewesen. Nach der Einrichtung des Enfer wurde darüber gerätselt, welche und wie viele Werke wohl in ihm zu finden seien. Man vermutete eine sehr eindrucksvolle Sammlung, da sie direkt aus der Buchproduktion des französischen Ancien Régime und damit der Blütezeit und dem Zentrum der literarischen Libertinage mit Autoren wie dem Comte de Mirabeau, dem Marquis de Sade oder Rétif de la Bretonne schöpfte. Von 1848 bis 1850 war der Enfer Gegenstand einer öffentlich ausgetragenen Polemik, als der Bibliothek der fahrlässige Verlust von Büchern in großer Zahl zum Vorwurf gemacht wurde. Im Enfer sollten – so das Gerücht – zwei Drittel von ursprünglich 600 Büchern verlorengegangen sein, nicht zuletzt, weil sich unbeaufsichtigte junge Angestellte daraus bedient hätten. Tatsächlich gab die Bibliothek selbst eine Zahl von maximal 150 Büchern für den erst kurz zuvor eingerichteten Enfer an, abzüglich einiger Verluste und Ausscheidungen wertloser Werke und ohne Einberechnung der vorerst nur provisorisch verzeichneten Büchereingänge seit der Revolution. Der erste Supplementband des Grand dictionnaire universel du XIXe siècle von 1877 hielt es für angebracht, die populären Meinungen über den Enfer zu relativieren:

« Il existe à la Bibliothèque nationale un dépôt qui n’est jamais ouvert au public; c’est l’Enfer, recueil de tous les dévergondages luxurieux de la plume et du crayon. Toutefois, le chiffre de ce recueil honteux n’est pas aussi élevé qu’on l’imagine généralement, puisque le nombre des ouvrages n’y est que de 340 et celui des volumes de 730. Mais il est bon de noter que cette catégorie ne comprend que les livres d’une obscénité révoltante, ceux qu’il est défendue de communiquer sous quelque prétexte que ce puisse être. »

„In der Bibliothèque nationale gibt es einen Bestand, der niemals für die Allgemeinheit geöffnet ist; es ist der Enfer, Sammelplatz aller Ausschweifungen der Feder und des Stifts. Indessen fällt die Bezifferung dieser beschämenden Sammlung nicht so hoch aus, wie man sich das allgemein vorstellt, da die Zahl der Werke nur 340 beträgt und die der Bände 730. Aber man tut gut daran anzumerken, dass diese Kategorie bloß die abstoßend obszönen Bücher umfasst, also diejenigen, die unter welchem Vorwand auch immer in Umlauf zu bringen verboten ist.“

Einen neuerlichen Schub erlebte der Enfer im Zweiten Kaiserreich, besonders aufgrund der verschärften Zensur. Allein 1865 und 1866 wuchs der Bestand um mehr als 330 Exemplare, 1876 zählte man 620 Titel, davon stammte mehr als die Hälfte aus Beschlagnahmungen. Im Jahr 1886 war der Bestand auf wenig über 700 angewachsen, darunter aber auch viele billige Nachdrucke libertiner Romane des Ancien Régime. Der Enfer blieb weiterhin kaum zugänglich. Um einen seiner Bände konsultieren zu dürfen, war eine nachdrücklich begründete Eingabe an die Hauptverwaltung und der Beschluss eines Komitees nötig.
Die erstmalige gesonderte Erschließung des Bestandes unter der Signatur Enfer als Ersatz für die meistens verwendete Signatur Y2, die seit Ende des 17. Jahrhunderts in Gebrauch gewesen war, geschah ab 1876, spätestens ab 1886; die Titel erschienen 1896 im allgemeinen Katalog der Bibliothèque nationale. Von 1909 bis 1913 verfassten Guillaume Apollinaire und andere ohne Unterstützung oder Wissen der Bibliotheksleitung einen Spezialkatalog, der 854 Titel verzeichnete und die Werke bibliografisch beschrieb. Einen ersten, weniger gut verschleierten Anlauf, nach 1900 unternommen durch den Sprachwissenschaftler Robert Yve-Plessis, hatte die Bibliothek unterbunden. Der kritische Katalog von Pascal Pia in der ersten Auflage aus dem Jahr 1978 fügte rund 700 Titel hinzu. Am Verkaufserfolg dieser eigentlich unspektakulären Bücherlisten zeigte sich deutlich das Interesse der Allgemeinheit am Enfer: Apollinaires Katalog wurde in einer Auflage von 1.500 Exemplaren abgesetzt, eine zweite Auflage von 1919 zählte 2.000 Stück.

## Zweckwandel
Die Arbeiten Apollinaires und Pias trugen wesentlich dazu bei, der Literatur des Enfer breite Anerkennung zu verschaffen, obwohl bei manchen Werken sogar das Gegenteil erwünscht war. Der Autor Edmond Haraucourt ärgerte sich darüber, dass seine Légende des sexes (1893) unter die gewöhnliche französische Dichtung eingereiht wurde. Er hatte gehofft, dass das „Buch zur Hölle fahre“ (« allât en Enfer »). Der Bestand des Enfer vergrößerte sich im 20. Jahrhundert hauptsächlich durch eigene Erwerbungen der Bibliothèque nationale im ordentlichen Buchhandel. In den 1980er Jahren brachte der renommierte Verlag Fayard eine siebenbändige Auswahl von urheberrechtlich nicht mehr geschützten Romanen des Enfer auf den Markt, die mit Illustrationen ihrer Zeit und erklärenden Einführungen versehen wurden. Auch die Geschichtswissenschaft beschäftigt sich mit dem Material, das der Enfer liefert. Die Erforschung der vorrevolutionären Pornografie findet vor allem im Rahmen der Neuen Kulturgeschichte statt. Zu nennen ist insbesondere Robert Darnton, der auf das emanzipatorische Potential der Texte hinweist, bei denen die sittlichen Grenzüberschreitungen oft in Gesellschafts- und Religionskritik eingebettet sind.
Die Entwicklung des Buchmarkts, veränderte Moralstandards und die weitgehende Aufhebung zensurierender Gesetzgebung haben das Gepräge des Enfer verändert. Durch die massenhafte Verfügbarkeit erotischer und pornografischer Werke verlor er den Sinn als Ort ihres Wegschlusses. Bereits ab 1909 wurden wiederholt ganze Nummerserien der normalen Réserve offen gehalten, um darin pornografische Werke des freien Buchhandels (insbesondere sogenannte Flagellationsliteratur) einzusortieren und vor Diebstahl zu schützen. Das weitere Anwachsen dieser billig produzierten Literatur führte 1932 zu einer eigenen Signatur innerhalb der Réserve, 1960/69 abgelöst durch zwei weitere spezielle Signaturen des allgemeinen Katalogs, die mittlerweile ihrerseits ersatzlos aufgegeben wurden. Die Bibliothèque nationale schloss die Signatur Enfer 1969, öffnete sie aber 1983 wieder aus praktischen Gründen; für die Bibliothekare und Bibliotheksnutzer war es einfacher, alle Bücher eines Genres auch unter einer Signatur zu finden. Die Anschaffungspolitik beruht aber nicht mehr nur auf dem Genre. Es werden zwar weiterhin entsprechende Druckwerke gesammelt, doch ist das ausschlaggebende Merkmal nun ihre Seltenheit oder bibliophile Qualität. Neben älteren Werken, die bisher fehlten, finden auch zeitgenössische und fremdsprachige Bücher Eingang in den Enfer. Bis 2013 ist dieser auf rund 2.600 Bände seit dem 16. Jahrhundert angewachsen. Der Zugang zum Enfer unterliegt wegen der Gefahr der Entwendung oder Beschädigung durch unbeaufsichtigte Benutzer weiterhin besonderen, aber seit 1977 nicht mehr strengeren Auflagen als für den Rest der Réserve (namentlich der Auflage wissenschaftlicher Forschung), um nun – in merkwürdiger Umkehr zum einstigen Zweck – die Bücher vor der Allgemeinheit zu schützen.